# Leopold Staff

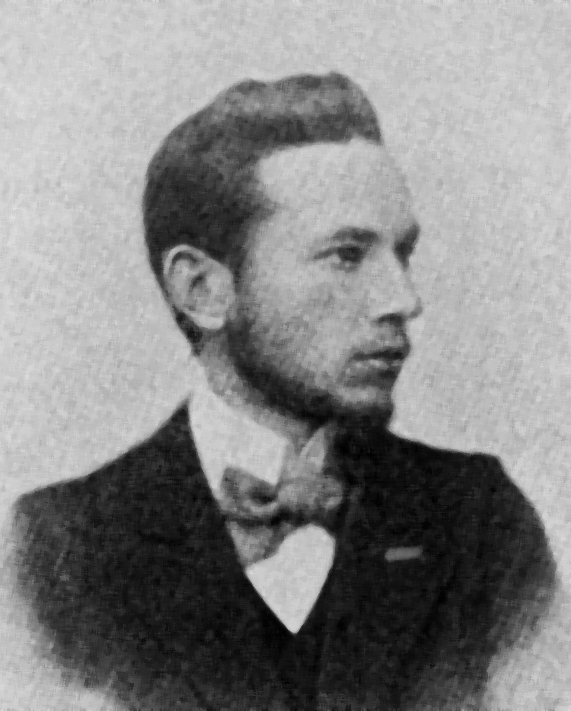
Leopold Staff

Leopold Henryk Staff (14 tháng 11 năm 1878 – 31 tháng 5 năm 1957) là nhà thơ, nhà soạn kịch, dịch giả. Một trong những nhà thơ xuất sắc nhất của Ba Lan thế kỷ XX.

## Tiểu sử
Leopold Staff sinh ở Lvov. Học Đại học Lvov trong các năm 1897 – 1901. Tham gia nhóm thơ Płanetnicy và cộng tác với nhiều tờ báo và tạp chí đương thời. Các năm 1909 – 1914 ông biên tập bộ sách Symposion của nhà xuất bản Księgarnia Biblioteki Polskiej B. Połonieckiego, in các tác phẩm chọn lọc của các nhà triết học và các nhà văn nổi tiếng. Những năm Thế chiến I ông sống ở Kharkov. Từ năm 1918 - ở Warszawa, làm biên tập của tạp chí Nowy Przegląd Literatury i Sztuk trong các năm 1920 – 1921. In tác phẩm ở các tờ báo lớn Tygodnik Ilustrowany (1918 – 1923), Kurier Warszawski (1922 – 1927), Gazeta Polska (1931 – 1939). Năm 1924 ông là phó Chủ tịch Hội nhà văn, nhà báo Ba Lan, sau đó, từ năm 1924 – 1931 là Chủ tịch Hội này. Từ năm 1920, ông là hội viên Hội nhà văn Ba Lan, thành viên Học viện văn học Ba Lan từ năm 1933. Thời kỳ Thế chiến II Leopold Staff sống ở Warszawa, dạy học ở trường Đại học sơ tán.
Leopold Staff mất tại Skarżysko-Kamienna ngày 31 tháng 5 năm 1957.

## Sự nghiệp
Leopold Staff là tác giả của nhiều tập thơ và trường ca nổi tiếng. Ông được các nhà phê bình đánh giá có một giọng điệu thơ rất riêng, nhẹ nhàng mà đằm thắm, giàu chất nhạc và ngôn ngữ cổ điển của tiếng Ba Lan. Nét chủ đạo trong thơ ông là một nỗi buồn nhẹ nhàng sinh ra trong „vương quốc của hoàng hôn" khi mà „mạng nhện của quan tài vây quanh từng ý nghĩ". Ông chịu ảnh hưởng của Hugo von Hofmannsthal, Mooris Maeterlinck, Gerhart Hauptmann, Friedrich Nietzsche nhưng tiếp thu và cải biến theo cách của riêng mình. Ngoài sáng tác, ông còn dịch rất nhiều các tác phẩm thơ, văn, triết học từ tiếng Latin, Anh, Pháp, Đức, Ý ra tiếng Ba Lan. Ông dịch tác phẩm của Leonardo da Vinci, triết học của Epicurus, Democritus, Heraclitus, Friedrich Nietzsche, thơ văn của Michelangelo, Johann Wolfgang von Goethe, Denis Diderot, Romain Rolland, Thomas Mann, Knut Hamsun, Selma Lagerlöf và nhiều nhà thơ, nhà văn châu Âu khác. Ông cũng là người viết rất nhiều bài giới thiệu cho các tác phẩm dịch của mình.

## Giải thưởng
Leopold Staff được trao giải thưởng văn học Nhà nước (các năm 1927, 1951), giải thưởng của các thành phố: Lvov (1929), Łódź (1931), Warszawa (1938). Từ năm 1931 là thành viên của Hội Văn bút Ba Lan và được trao giải thưởng của Hội này năm 1948 cho hoạt động dịch thuật. Ông còn là Tiến sĩ honoris causa của Đại học Warszawa và Đại học Jagielloński.
Ông từng được đề cử giải Nobel văn chương bởi câu lạc bộ PEN của Ba Lan.

## Tác phẩm

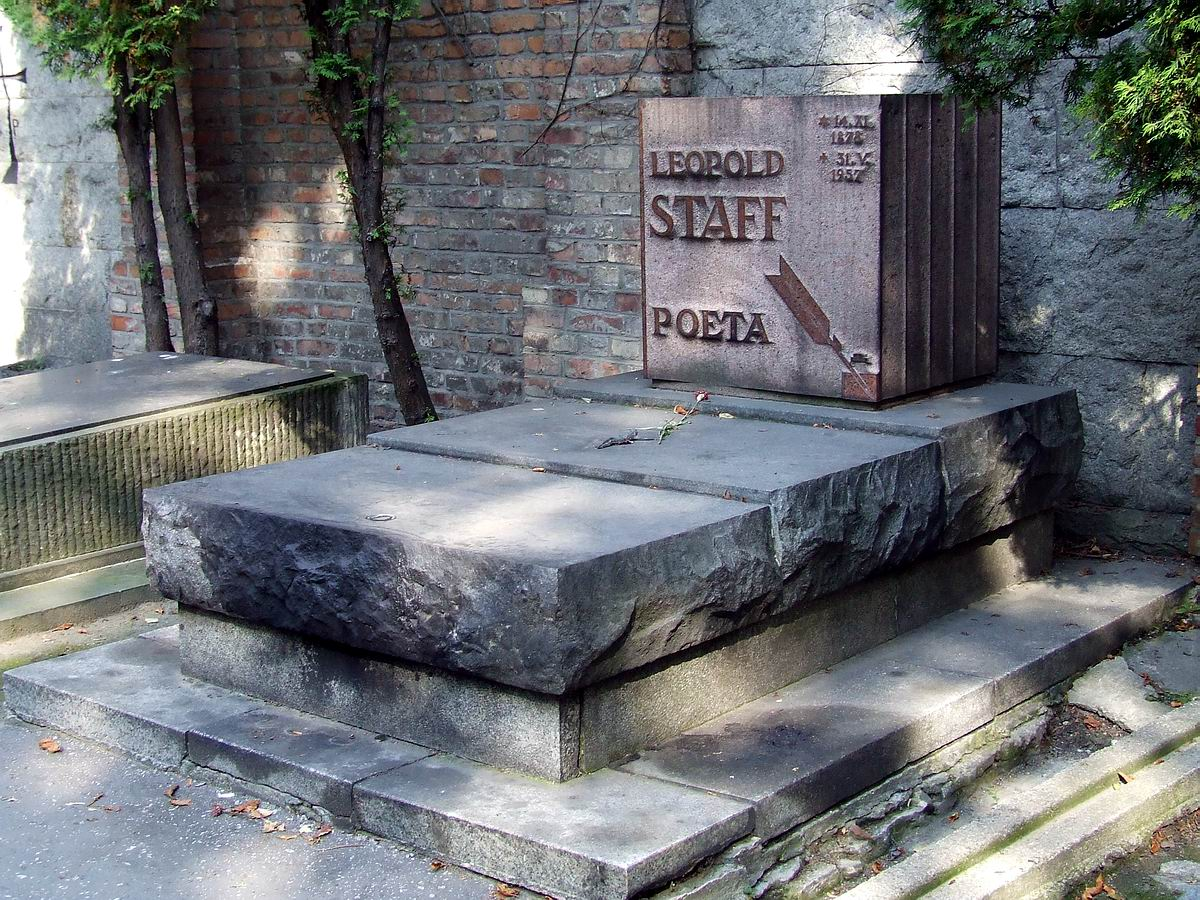
Mộ Leopold Staff ở Warszawa

•	1901 Sny o potędze
•	1902 Mistrz Twardowski. Pięć śpiewów o czynie
•	1903 Dzień duszy
•	1904 Skarb
•	1905 Ptakom niebieskim
•	1908 Gałąź kwitnąca
•	1910 Kwiatki św. Franciszka z Asyżu
•	1910 Uśmiechy godzin
•	1911 W cieniu miecza
•	1914 Łabędź i lira
•	1916 Siew doli
•	1918 Tęcza łez i krwi
•	1919 Oczy otchłani
•	1919 Pieśń o skowronku
•	1919 Sady
•	1919 Ścieżki polne
•	1919 Wino miłości
•	1921 Szumiąca muszla
•	1922 Żywiąc się w locie
•	1924 Chrystus i nędza
•	1927 Ucho igielne
•	1932 Wysokie drzewa
•	1936 Barwa miodu
•	1946 Martwa pogoda
•	1954 Wiklina
•	1957 Dziewięć muz

## Một số bài thơ
| Khi ở trong rừng anh gặp em Tựa như trong giấc mộng êm đềm Sao em không nói cùng anh vậy Chỉ nghe tiếng vọng của lời em? Khi ở trong vườn anh gặp em Nơi mùi hương ngan ngát bốc lên Tại sao em không ôm anh nhỉ Chỉ phảng phất gần gũi của em? Khi bên giếng nước anh gặp em Bầu trời trong giếng nước màu xanh Tại sao mắt em anh không thấy Chỉ ánh nhìn từ nước chiếu lên? Khi ở trong mơ anh gặp em Chỉ đêm khuya khoắt với lặng yên Sao em không sống trên đời vậy Chỉ hồn anh tràn ngập hồn em? Trên sông Tôi bước trên bờ sông Nghe thắt lại trong lòng – Niềm hạnh phúc đã chết Bỗng nhiên lại hồi sinh. Ánh hoàng hôn màu vàng Đang lặng lẽ héo tàn. Tôi ngồi trong bóng tối Ném đá xuống dòng sông. Bản dịch của Nguyễn Viết Thắng | Kiedy spotykam cię w lesie Kiedy spotykam cię w lesie, Co szumem w sen się kołysze, Pytam: "Dlaczego ty do mnie nie mówisz, Lecz echo słów jeno twych słyszę?" Gdy cię spotykam w ogrodzie, Gdzie wonie zwiewa wiew chyży, Pytam: "Dlaczego na pierś mi nie padasz, Lecz jeno woń czuję twej bliży?" Gdy cię spotykam nad studnią, Gdzie niebo w wód śpi błękicie, Pytam: "Dlaczego nie widzę twych oczu, Lecz jeno ich w wodzie odbicie?" Kiedy spotykam cię we śnie, Który wykwita w noc z głuszy, Pytam: "Dlaczego cię nie ma na świecie, Lecz żyjesz jedynie w mej duszy?..." Nad brzegiem Zwirem brzegu idac ponad rzeka, przystanalem nagle jak przykuty. zmarle szczescie blysnelo wspomnieniem i przez setna czesc zylo minuty Niebo zlota dogasalo zorza konajancej spokojnie pogody. W niemym zmroku siedzialem tam dlugo i rzucalem kamienie do wody. |